# Neorthacheta dissimilis
Neorthacheta dissimilis är en tvåvingeart som först beskrevs av Malloch 1924.  Neorthacheta dissimilis ingår i släktet Neorthacheta och familjen kolvflugor. Inga underarter finns listade i Catalogue of Life.